# 認真和我談戀愛！
《認真和我談戀愛！》是Minato Soft（みなとそふと）于2009年8月28日发售的18禁恋爱冒险游戏。由本作改编的电视动画在2011年10月播放。2012年1月27日發售續作《認真和我談戀愛！S》（真剣で私に恋しなさい!S）。2012年3月22日由Minato Station發售PlayStation 3版《認真和我談戀愛！R》（真剣で私に恋しなさい!!R）。2013年1月18日開始發售《認真和我談戀愛！A》（真剣で私に恋しなさい!A）系列。

## 剧情
Minatosoft的第二部作品。故事发生在关东南部的城市川神市。时间是从4月到11月，主人公直江大和与年少时结成的伙伴们一起就读于同一所学校——川神学园。2009年春的新学期，由四男五女的伙伴一起演绎的学园闹剧开始了。五位主要女主角都是拥有武士的血统并且习武的女子，分别对应了新渡户稻造的作品《武士道》一书中“武士必须的五个要素——「诚」、「勇」、「仁」、「礼」、「义」”。虽然重点是女性角色，男性角色的剧情也会有占有相当的比重。
本作和Minatosoft於2007年發售的遊戲《妳是主人我是僕》具有共同的世界觀，時間則是兩年以後。

## 登場人物
※聲優表示方式：PC版認真的和我談戀愛！S篇（18禁）／動畫版及PS3版 認真的和我談戀愛！R篇（全年齡）

### 主要角色
直江 大和 声：無/神谷浩史（只限動畫版）
生日：2月20日，身高：170cm，星座：雙魚座。
本作的主人公，在“风间家族”中担当着军师的角色，个性开朗外向，有着不错的人缘。比起热血的武斗派来更倾向于利用策略来达到目的。
兴趣是饲养寄居蟹，一旦说到寄居蟹的话题就会忘乎所以。
学习成绩十分优秀，有进入S班的实力，但是按本人的意愿进入了F班。
小时候和百代结成了義姐弟的关系，出於喜歡且想與其並肩作戰故對百代告白(2次)，但是都百代都以"現在我只希望你當我的小弟，當我的男人還不夠格"為由回拒。同时因为小时候帮助过被欺負的京的原因，造成了每天都被京追着激情告白的场面，但是自己曾為了自保而無視京被欺負，所以自認配不上京，加上考慮到這份感情的沉重，所以一直拒絕，但心裡其實還是很在意京的感受，並不是如表面上完全沒有感覺的。
對於戰鬥，喜欢利用自己的人脈關係和策略來作戰，由於經常被百代武力襲擊的缘故，動態視力和回避能力優於常人。對“堂堂正正一决勝負”的说法嗤之以鼻，但是對自己認為正確的事情絕對不會放棄。
游戏中抽到的塔罗牌是“世界”。
川神 百代 声：神代岬/浅川悠
生日：8月31日，身高：173cm，三圍：B90/W58/H88，血型：O型 ，星座：處女座。武士属性：[诚]——正直地面对一切
主人公直江大和的義姐，性格直爽的美人。實力強到不像話的女主角，位居武道四天王之首。在学校中的男女生之间都很有人气。比主角高一年級。
喜歡大和，但似乎只僅止於如家人之間姊姊對於弟弟的疼愛。
由于是有名的武道院——川神院的大小姐出身，因此经常遇到各种武斗家的挑战，但是因为自身实力实在太强找不到对手，所以经常会觉得寂寞。喜欢的事情是与强者对战，以及和主角一行一起打发时间。
喜歡調戲可愛的美少女，也曾對家族裡的成員出手（但都無功而返），曾表示不是不喜歡男人，只是周遭幾乎沒有能被她認同是男人的存在，只有主人翁-直江大和與隊長-風間翔一例外。
对于尽力而战的对手会尽到相应的礼数，但是对于卑鄙的敌人则毫不留情。在战斗方面拥有压倒性的实力，堪称游戏中最强的存在，武器是自己的拳。
游戏中抽到的塔罗牌是“审判”。
川神 一子 声：青山由香里/友永朱音
生日：2月26日，身高：159cm，三圍：B77/W54/H79，血型：B型，星座：雙魚座。武士属性：[勇]——绝不退缩地挑战一切
百代的妹妹，原本是孤儿，被川神家收养。十分尊敬百代，很努力的锻炼自己，希望有朝一日能和姐姐一样强，武器是薙刀。
喜歡大和，但是自己似乎沒什麼自覺。
經常會在身後拖著一個輪胎自我跑步體能鍛鍊，而大和有空也會陪著她一起跑(雖然是坐在輪胎上被一子拖著跑就是)。
對於性事方面的話題沒輒，只要有關這方面的話題一聽到便會面紅耳赤不知所措。
对于学习方面不擅长，与主角同班。小狗一般的喜形于色的單純性格经常被同伴（尤其是直江大和）捉弄，至於"小狗"這個稱呼是因為一子的英文"ONE"加日語的子"コ"合起來是狗狗的愛稱ワンコ的意思。性格开朗，行事横冲直撞，在伙伴中担当着冲锋队长的角色。听力很好，对主角一行的笛声召唤一定会在10分钟以内到场。和自己的义姐百代的关系如亲姐妹一般。小时候和源忠胜曾在一座孤儿院生活过，本姓为冈本。大胃王，食欲旺盛。
2年S班的九鬼英雄对她十分着迷，但是本人十分不擅长和英雄相处。
战斗风格偏向速度，喜欢速战速决。
游戏中抽到的塔罗牌是“太阳”。
椎名 京 声：海原エレナ/冰青
生日：4月13日，身高：155cm，三圍：B84/W59/H83，血型：A型，星座：牡羊座。武士属性：[仁]——深刻的爱
大和的青梅竹马，为人沉默寡言，是個身材姣好且外冷內熱的大美女，大和的同班同学。学习成绩优秀，比起大和来也丝毫不落下风。和人说话态度冷淡，不喜欢与大和以及伙伴们以外的人接触，但是对于同伴比任何人都要重视。
乍看之下是無口話不多高冷屬性的女生，但面對自己的心上人大和時就控制不住自己迷戀的行為了。
小时候因为家庭的原因一直被同学欺负并为大和所搭救而喜欢上大和，而喜歡的程度可以說是此生非他不嫁了，屡次告白都被大和拒绝，但是一直没有放弃。擅长家事，但是在料理方面上的口味十分辛辣(居然可以覺得死亡辣椒醬很好吃...真是汗顏)。由于对大和展开的积极爱情攻势，時常會在早上或者晚間有偷襲大和的習慣，除了风间家族的伙伴以外都认定京是“大和的女人”。
時常幻想自己跟大和真槍實彈做愛的場景或者希望他將自己推倒吃掉，甚至於將腦內色情的妄想做成18禁遊戲，也有著喜歡聞大和衣物近乎痴女行為的傾向，對大和的迷戀程度可見一斑。
同伴之中为数不多地参与社团的人，但除了演練以外幾乎不出席，弓道部，战斗武器是弓矢，十分精熟遠距離攻擊，已經是百步穿楊的程度。
游戏中抽到的塔罗牌是“倒吊男”。
黛 由紀江 声：九条信乃 ※A-2篇遙空(代役)/後藤邑子
生日：10月26日，身高：167cm，三圍：B88/W56/H87，血型：AB型，星座：天蠍座。武士属性：[礼]——对他人的关心和温柔
从北方来的武道之家的少女，比主角低一年级，不善于和别人交往，因为过于寂寞所以產生以腹语术說話的手機吊飾“松風”的人格。武器是日本刀，因为是从父亲那里得来的重要之物，时刻不离身地携带。性格腼腆但是十分努力，很容易緊張。虽然十分内向，但是渴望得到他人的友情，立下过交100个朋友的目标，遷就於個性的關係，目前還很遙遠。
在邂逅了主角和同伴——风间家族以后，十分盼望能够加入其中。
對於烹飪有相當程度的熟練，味噌湯的味道是家族成員公認的好喝。
由於大和的溫柔，因此喜歡上大和，但也因為是暗戀且自認自己沒有資格跟大和告白的關係，所以這份愛慕的心意大和並不知情，對於大和直率地稱讚會突然不知所措。
实力甚至凌驾于有着剑圣之名的父亲之上，打倒了武道四天王之一的橘天衣，進而成為新的四天王，有一个妹妹。
战斗时，会集中精神施展超高速的拔刀术，可以瞬間揮舞出多次斬擊以及劍風。
游戏中抽到的塔罗牌是“节制”。
克莉絲汀・弗里德里希 声：三咲里奈/伊藤静
生日：10月26日，身高：163cm，三圍：B80/W58/H81，血型：A型，星座：天蠍座。武士属性：[义]——贯彻正义之道
从德国来的转校生，通称克莉絲。因为在德国经常和日本的朋友交流，所以日语非常流利。对日本的了解不是很准确，至今仍错误地认为日本是武士的国度。十分看重骑士精神，有良好的教养，但是习惯从自己的角度考虑问题，性格比较固执。本质上是很温柔的人，但是有时候会忽视别人的感受说出很过分的话，游戏序章中曾经因此而激怒了风间家族的同伴们（尤其是京和卓也）。
武器是细剑，剑术高超，喜欢收集布偶。出身军人世家，十分尊敬自己的父亲，后者也对自己的女儿有着近乎偏执的溺爱。经常看时代剧，尤其是“大和丸梦日记”，因为剧中的主角名字和直江大和同名，但個性大不同，所以十分不屑主角动用策略的行为，认为战斗应该堂堂正正地决一胜负，因此两人之间争执不断，但是承认大和为同伴所想的那份心意。
和由纪江的关系很好，与一子是相互竞争的同伴。
战斗方式是使用细剑堂堂正正地刺击，空手格斗也有相当的实力。
游戏中抽到的塔罗牌是“正义”。
风间 翔一 声：富士爆発/小西克幸
主角一行人结成的伙伴“风间家族”的领袖。是大家之中孩子王一般的存在，从小就很有领导才能，被大家称为“キャップ”。性格乐天向上，梦想是成为冒险家。来去如风的性格和帅气的长相十分受女生欢迎，但是本人却一直在恋爱这件事情上缺一根筋，完全提不起兴趣。喜欢自由自在的生活，经常打工和出门旅行。
当同伴陷入危机时总会到场并顺利解决，同伴中和大和的关系最好，经常跑到宿舍来玩。头上总是带着标志性的头巾，喜欢赌博，天生强运。
战斗方式是依赖自己天生的运动神经作出杂耍般的攻击。
游戏中抽到的塔罗牌是“愚者”。
島津 岳人 声：ボブ松沼/草尾毅
肌肉男，单纯的热血笨蛋，对自己的肌肉十分有自信。
虽然在男子中力量也属于较强，但是比起同伴的5个女子绝对没有胜算。一直想要一个女朋友而不可得，原因是被評論為"體格太過安全感，反而可怕"，不過在後輩當中卻有仰慕者，但因為喜欢比自己年长的女子，所以造成了兩頭空的悲劇。和卓也的关系很好，经常一起活动。
战斗方式是力量型的攻击，擅长摔跤格斗技。
游戏中抽到的塔罗牌是“力量”。
師岡 卓也 声：真狩千平/鈴村健一
喜欢动漫和游戏，绰号是“モロ”。在同伴中属于为数不多的现实派，负责吐槽。性格比较害羞，和女生说话时不敢看着她们的眼睛。属于平时很老实但是发怒了很可怕的类型，和岳人关系很好。班上路人男三人组之一，除了动漫游戏以外，对于电脑和机械的知识也很丰富，一旦说到这些话题就会停不下来。
游戏中曾经在和2-S班的胜负战中男扮女装出场艳惊四座。
战斗时负责情报收集、谈判，完全支援型的角色。
游戏中抽到的塔罗牌是“教皇”。

### 2-F班
小笠原 千花 声：芹園みや/西澤廣香
2-F班学生，大和的同班同学，时髦的少女，在男生中有一定的人气，同时也有很多朋友。现实主义者，整天把找个帅哥男朋友之类的话题挂在嘴边。对于福本育郎和大串非常讨厌，双方经常恶语相向，但是和班长的关系十分要好。平时闲暇时会在家里经营的点心店帮忙，虽然平时目光有些短浅，但是也有意外纯情的一面，给人一种普通的女子高中生的印象。
游戏中抽到的塔罗牌是“恋爱”。
甘粕 真与 声：鮎川ひなた/阪田佳代
2-F班的班长，个子矮小，看上去像小学生一样，但是本人一直以姐姐的身份来看待同学，是千花的挚友。家庭出身贫寒，学习努力，成绩有进入S班的水准。生活朴素，很会为他人着想，有很强的责任感。
因为幼儿体型的关系，S班的井上准对她十分着迷。
游戏中抽到的塔罗牌是“女教皇”。
福本 育郎 声：山口胜平/同左
2-F班的学生，总是拿着照相机，对于自己的摄影技术十分自信，总是想要拍摄女性走光的照片。学习成绩很烂，打架也不行。一旦遇上和色情沾边的事情就会非常激动，在班上女子眼中是恶心的猴子般的存在，被小岛用鞭子进行教育指导都会产生快感的变态。虽然一直试图拍摄风间家族的女子的走光照片，但是对百代的每次摄影都以惨败告终。
游戏中抽到的塔罗牌是“星”。
熊饲 满 声：山田葵/飯塚昭三
2-F班的学生，一直都在吃东西的大壮汉。对于美味的食物的情报比任何人都要熟悉，擅长料理，甚至可以做出拥有让人看了一见钟情效果的奇特食物出来。性格很温顺，对班级上的同学都很友善，被称为クマちゃん（熊仔），但是如果长时间不让他吃东西的话就会发狂。
源 忠胜 声：野牛博/諏訪部順一
2-F班的学生，和大和住在同一幢宿舍。小时候被巨人收养，称呼巨人为老爷子。个性成熟，因为帮巨人工作的关系掌握了各种知识和技术，对于川神市的各种地下情况也很了解。兴趣是烹饪和裁缝之类的家事，大和对他的评价是“看上去是不良少年，实际是很好的人”。
小时候和同为孤儿的一子在同一家孤儿院长大，和风间家族的伙伴们交往也颇为频繁，但是本人一直都口是心非地否认道“才不是喜欢才这么做的”、“别会错意了”，典型的傲娇。
游戏中抽到的塔罗牌是“恶魔”。
大串 スグル 声：間々田司/飛田展男
2-F班的学生，家里蹲。除了上学以外一直都在网络和动漫中度日，对三次元的女性非常的厌恶（尤其是小笠原千花）。能够毫不羞耻地承认恋人是二次元少女的宅男。和卓也因为动漫的兴趣关系不错。
握力在男生中熟悉平均水平以下，但是本人却说“只要能够点击鼠标就足矣”。
对于德军的相关军事知识了解十分详细，丝毫不下于军人的程度。
游戏中抽到的塔罗牌是“隐者”。
羽黑 黑子 声：華田英夫/藤田圭宣
2-F班的学生，因为钓到帅哥关系非常自傲。喜欢流行的话题，千花的朋友。
长相欠佳，品行也有些问题。但是在关键时刻也会为了伙伴挺身而出。

### 2-S班
九鬼 英雄 声：仲達/中村悠一
支配、制壓九鬼财阀的名门子弟。【妳是主人我是僕】中登场的九鬼扬羽的弟弟。合乎扬羽弟弟身份，第一人称为「我」。2-S的领袖。超绝老子主义者，并不是以俯视庶民的目光，而是以爱民如子的当权者身份自居。因为用神的视角来待人处事，让人感到极其生气。因为用人力车来上学等太莫名其妙的原因，被同班同学敬而远之，并以「啊啊，他就是这样这样的人啊」接受了他。作为九鬼的嫡男，所有的方面都拥有强大的能力，但是武道方面不及姐姐。但反过来，政治力要凌驾在姐姐之上。为天真烂漫的川神一子的笑容以及一直向前的努力着迷。本来想以赠送クッキー的方法来吸引她，然而她根本就不在意他。因此开始仇视她所在的主人公群体，并做着什么动作。
葵 冬馬 声：浅野要二/遊佐浩二
与喜欢的女生玩学年成绩第一的优秀学生，川神市第一大医院、葵纹医院的独生子。日本人跟外国人的混血儿，脸蛋又好，传说是女生中校内人气最高的人。凭借着理性的氛围及绅士的礼貌去哄女孩子。九鬼英雄唯一一个认为是朋友的人。反过来，也是唯一一个能够阻止九鬼随心所欲的人。对人的心理变化很敏感，擅长心理战的策士。2-S的军师般的存在，与2-F军师般的存在的大和是对手。
榊原 小雪 声：北都南/ひと美
看着天空一直一个人到处乱逛的谜之美少女。与其说是天然，不如说是电波系，朋友也少。第一人称也是罕有的「僕」。本人不理别人的评价，平时总是呆呆地独自看着天空。有男生因为她的容貌而亲近她，但她丝毫不理睬他。不知她对什么会觉得高兴，对什么会觉得悲伤，但似乎很喜欢井上准以及葵冬马。并列为学园里的七不可思议。似乎喜欢あずみ，在女生之中总是听从她的话。但实际上只不过是因为她的棉花糖的诱饵而已。喜欢动物，总是照顾生物。喜欢糖果，吃的时候总是很享受。看到你看着她的话会分一半给你。
瑪爾基德・艾貝爾巴赫 声：かわしまりの/瑞澤溪
21歲。出生於軍人世家，因優良的素質被送至弗里德里希家修行，對克莉絲汀而言是姊姊般的存在。雖然擁有優秀的能力，但也因此自信過剩以至於不會懷疑自己思考、判斷的正確性，進而對他人採侮蔑、輕視的態度。雖然是「因自身的優秀而看人低的類型」、加上沸點低容易暴怒等身為軍人有待精進，但唯獨不會對克莉絲汀動怒，對她而言瑪爾基德是個溫柔的存在。
為了其自身的修行兼照顧克莉絲汀，被克莉絲汀的父親送至川神學園2-S就讀。不只體能優異，成績也僅敗於葵冬馬。因為給付了高額的獻金，所以被允許為了銘記軍人身份而總是身著軍服的行為。武器為拐棍。
S升格為可攻略角色。
井上 準 声：ほうでん亭センマイ/杉田智和
身高：185cm。興與小孩子玩耍2-S中的吐槽角色。学业运动都行，兴趣是料理。他一直照顾着冬马和小雪，连便当也是他做的。吐槽呆子角色的小雪和开玩笑的冬马的苦劳人。就算周围的人叫他秃子也会「是啊是啊」地回答的心胸广阔的人。堪称完美超人的他，也有刚烈如萝莉控的黑暗一面。他那微笑着远远眺望2-Fの甘粕的样子非常古怪。不时会有正常人向他告白，但他都拒绝了。家人是葵冬马的医院的二号，所以必然地从小跟他玩到大。叫冬马「若」。因为自己与家人都受过葵家的恩义，对他言听计从。
不死川 心 声：雅弥はるか/水橋香織
制作公仔（因为与高贵的妾身不相称，所以是秘密）名门不死川家的女儿，养在深闺的大小姐。因为被不断灌输优良的家系的教育思想，对此已经形成了根深蒂固的想法，将周围的人当作庶民，从心里藐视别人。因为这样的性格而没有朋友。就算面对九鬼家，也认为自己的家系要更加优胜。在标榜选民思想的尖子集团中的2-S中是象征性的人物，理所当然地不能认输。输了的时候就会喊着「给妾身记住！」哭着逃跑。因为家里的名声，被允许穿着喜欢的和服上学，每天都穿着和服上学。擅长作为名门的心得而学会了的柔道，凭着华丽的内股获得了全国赛的实力。另外还习得了高贵的飞び间接，用于近距离的必杀。
S升格為可攻略角色。

### 老師
ルー師範代 声：井伊由田那/石丸博也
川神院的拳法教师，也是川神学園的熱血体育教師。
因為自己本身也是透過地獄式的努力才成為師範代，所以特別喜歡十分努力的一子，但對於強大又好戰的百代相當頭疼。
小岛 梅子 声：猫魅愛/勝生真沙子
川神学园的历史老师，28岁，单身。2-F班的班主任，对于问题儿童众多的2-F班一直以来奉行严厉的指导方针，对于不服纪律的学生会毫不留情地用鞭子予以教育指正。被学生们称为“鬼小岛”，本人的美貌在很多学生眼中有很大的人气，同校的教师宇佐美巨人也对她很有好感，但是一直被小岛回绝。
也是一名武人，實力不遜色於師範代，使用武術是小島流鞭術，對於學生中十分看好主角大和。
游戏中抽到的塔罗牌是“女帝”。
宇佐美巨人 声：嶋和成/中田讓治
2-S的班導師，喜歡F班的梅子老師，但一直被冷漠對待。
專門的科目是人生學，看似廢柴的大叔，卻熟知社會的各種大小風俗，平時屌兒啷噹但實力十分強悍，雖然是自創流派但實力卻和ルー師範代和釋迦堂同等級。
同時也是源忠勝的養父，對忠勝相當關心，父子倆常合力接下一些地下工作（風間家族的成員也經常參加），和主角-大和個性相當合得來，偶爾會不分輩分一起下棋。
綾小路麻呂 声：鼠後輩/小野大輔
日本史教師，名門世家，有時主持決鬥時總偏袒同為名門的不死川。
曾經被小混混搶劫，事後靠著御三家的權勢將此人的家庭整個社會性抹殺，作為名門相當強勢。

### 武道四天王
川神 百代
參見#川神 百代
黛 由紀江
參見#黛 由紀江
九鬼揚羽（くき あげは） 声：黒木まゆ/松井菜櫻子
繼妳是主人我是僕之後再次登場。本作為妳是主人我是僕兩年後，揚羽已於原學校畢業，擁有九鬼家軍事部門財閥的地位。仍然喜歡著上杉練，據說她想讓頭髮長長一點，結果便在兩年內從肩膀長到膝蓋的超長長度。為九鬼三姐弟的長女英雄的姐姐。武道四天王之一，在Ｓ！中表明隱退。
鉄乙女
武道四天王之一，在百代路線與百代展開激戰。本回描寫為了保護班長甘粕真與，積極的與百代對攻的過程。(在動畫中被更改為由松永燕出場)
総理（そうり） 声：比留間京之介 / 若本規夫
日本的總理大臣。本名不明。是元川神院的門生、和鉄心的關係親密。
射擊能力優異，甚至在奧林匹克上獲得獎牌。在Ｓ！中判定為元四天王之一。
橘天衣（たちばな たかえ） 声：柚木かなめ / 河原木志穗
武道四天王之一，被世人公認最強的武道家百代擊敗，又於武者修行時被由紀江擊敗，因而被剝奪了四天王的稱號。與百代師出同門。從小運氣就奇差無比，曾到親友家作客，結果房子遭隕石碎片擊毀。四天王被剝奪後，以自己的力量生存，並加入了自衛隊。動畫版與Ｓ！:都是在這之後的故事。
松永 燕（まつなが つばめ） 声：桃山いおん / 長妻樹里
武士屬性：[智]
Ｓ！新登場的女主角，3-F班。被稱作「西の武士娘」，任何事情都能巧妙的應對因幫助他父親的副業而有了“納豆小町”的稱號。
板垣 辰子（いたがき たつこ）声：牧泉美 / 柳瀨洋美
武士屬性：[地]
板垣家的次女。現從事工事現場的警備員。
S升格為可攻略角色。

### 其他
上杉 錬（うえすぎ れん）， 声：無 / 关智一
前作《你是主人我是僕》的主人公，久遠寺家的管家，和九鬼揚羽關係曖昧。
數年過後，他在武道方面的能力已是世界最强。如今仍然和姐姐一起在久遠寺家做管家的工作。
從輩份上來看，是川神鐵心的徒孫。
Cookie 声：緒方惠美（第一型態）、福山潤（第二型態）、肝付兼太（第三型態）田邊美沙（第四型態）
本作品中吉祥物地位的機器人。第一型態是一般型態，第二型態是戰鬥型態，第三型態是交涉型態具有探知功能，第四型態是人型（女），與人的羈絆加深時便能變型為第四型態，除了第一型態的家事功能外，也有戰鬥能力和探之能力，情報能力也相當完善，在感情上也進一步進化，是戀愛用的型態。
川神 鉄心（かわかみ てっしん） 声：塚猿助 高天元忍斎（Ｓ！） / 塚田正昭（廣播劇CD・PS3）  高岡瓶瓶（動畫版）
百代的祖父，亦是川神學園的校長。血型O型。擁有以氣將多聞天王具現化的能力。
總理有言:「自從我出生起，川神鉄心的樣貌似乎完全沒有變化」，真實年齡不明。有提起自己談戀愛是在日俄戰爭的時候，由此可知年事已高。
釋迦堂 刑部（しゃかどう ぎょうぶ）声：子太明 / 藤原啓治
原川神院武術師父，亦是百代的原師父。是一名戰鬥狂，戰鬥力在ルー之上，但因無法克服精神面上的問題而離開川神院。如今指導沒了雙親的板垣三姉妹武術，從事黑暗面的工作以維持生計。
板垣 龍兵（いたがき りゅうへい）声：ミシェル市山 / 稻田徹
板垣家的長男。同性戀者。
板垣 亞巳（いたがき あみ）声：風音 / 櫻井浩美
板垣家的長女。身高：160cm，三围：B86/W58/H86。板垣家的長女。施虐癖，職業是SM俱樂部的女王。
板垣 天使（いたがき えんじぇる）声：金田まひる / 梶田夕貴
板垣家的三女。使用高爾夫球竿戰鬥，會使用興奮劑使自己變強。喜歡打格鬥遊戲，經常在遊戲中心出沒。
大和田 伊予（おおわだ いよ）声：水捲真魚 / 千晶まひろ
與由紀江同班的普通少女。換座位後與由紀江鄰桌，成為由紀江100人朋友計畫之一。是職業棒球隊七浜BayStars的大粉絲。
Ｓ！中成為可攻略女角。

### Ｓ！登場

#### 主要角色
九鬼紋白（くき もんしろ）声：杏子御津
武士屬性：[孝]
九鬼三兄妹中最小的妹妹。與揚羽、英雄為同父異母的關係（九鬼帝的妾的孩子）。1-S班。九鬼三兄妹有各自的計畫，揚羽為軍事，英雄為商業，紋白則計畫從事政治。
S!中作為可攻略主角登場。行事能力強，第一天轉入川神院便掌控了1-S班。興趣是網羅各路優秀的人才。
松永 燕（まつなが つばめ）声：桃山いおん / 長妻樹里
參見#松永 燕

#### 次要角色

##### 九鬼財閥
源 義經（みなもと よしつね） 声：奈取うさ
2-S班。九鬼財閥製源義經的複製人，「武士道計畫」的成員之一。
武藏坊 辨慶（むさしぼう べんけい） 声：本山美奈
2-S班。九鬼財閥製武藏坊辨慶的複製人，「武士道計畫」的成員之一。
那須 与一（なす の よいち） 声：四季路
九鬼財閥製那須與一的複製人，「武士道計畫」的成員之一。
葉櫻 清楚（はざくら せいそ） 声：一色光
生日：3月6日，血型：B型，星座：雙魚座。3-S班。九鬼財閥製項羽的複製人，「武士道計畫」的成員之一。:由於真身「項羽」過於強大，因而被封印。留下的是文學少女形象的「清楚」，本身並不曉得自己是項羽的複製人一事。在學校人氣很高，平時用九鬼財閥特製的電動車上學。
電動車「スイスイ号（声：藤影京四郎）」有特製的GPS，且搭載人工智慧。自稱是Cookie的學弟。不喜歡讓清楚或美少女以外的人乘坐。
ヒューム・ヘルシング 声：黒瀨鷹
九鬼従者序列0位。
護衛沒有戰鬥能力的紋白。祖先為吸血鬼獵人亞伯拉罕·凡赫辛。
特殊戰鬥管家，亦是揚羽的師傅。主要以腿技最為拿手，其威力僅需一擊便能將四天王等級的武道家擊敗。
マープル 声：織部ナヲコ
九鬼従者序列2位。
クラウディオ・ネエロ 声：紫一郎
九鬼従者序列3位。
武田 小十郎（たけだ こじゅうろう） 声：龍田虎次
九鬼従者序列999位。繼妳是主人我是僕之後再次登場。
大佐（たいさ） 声：嚴蟬秋
繼妳是主人我是僕之後再次登場。
於本作擔任裁判一職。

##### 天神館
石田 三郎（いしだ さぶろう）声：風間瞬
島 右近（しま うこん）声：富所貴史
大友 焰（おおとも ほむら）声：大森春華
長宗我部 宗男（ちょうそがべ むねお）声：矢尾一樹
毛利 元親（もうり もとちか）声：青島刃
尼子 晴（あまご はる）声：藤咲恋心
鉢屋 壹助（はちや いっすけ）声：小山剛志
宇喜多 秀美（うきた ひでみ）声：美月
龍造寺 隆正（りゅうぞうじ たかまさ）声：松濤エルサ
鍋島 正（なべしま ただし）声：内須美斗流

##### 梁山泊
為了武士道計畫不被武道家妨礙而自中國派遣來的武道家。雖以三人為首，其梁山伯108人皆有如此實力。
林沖（りんちゅう）声：五行薺
史進（ししん）声：夏野巳琴
楊志（ようし）声：小池心

### Ａ！登場
クッキー4IS（くっきー４あいえす）声：天井みかん
クッキー的進化版IS系列的NO.4。
外型如同クッキー的第四型態年輕的少女。與クッキー不同的是無法變形，且能正常吃飯、睡眠，非常接近人類的型態。
黛 沙也佳（まゆずみ さやか）声：木村あやか
S!由紀江After最後登場的由紀江的妹妹。
雖為劍聖之女，跟由紀江不同，並沒有接受正式的武術指導。作為普通的女孩子，個性開朗、結交很多朋友，與由紀江大不相同。
A!升格為可攻略女主角，A-1中登場。
シェイラ・コロンボ　声：遙空
紅色頭髮的可愛女僕。為九鬼従者部隊。傭兵時期人稱毒蜘蛛。
體內懷有數十種毒物。活用特殊體質當軍人賺取生活費，被九鬼家看上，進而成為九鬼部隊一員。
對自己的外貌頗有自信，喜歡上傳自己的影片，博得人氣。

## 主题歌
主題歌：「愛で斬るなら痛くな～い！」
歌：川神百代、川神一子、椎名京、黛由紀江、クリス
片尾歌有3首，分别是KOTOKO的“茜空”、冰青的“冬花火”和北谷洋的“武士”。

## 漫畫
- 於角川書店發行的漫畫雜誌《月刊Comp Ace》2010年7月號開始連載。由犬江しんすけ作畫。單行本第1卷於2010年10月26日發售。全六集。
- 電撃G's Festival! COMIC Vol.12 由多門結之作畫

## 電視動畫

### 主題曲
片頭曲「U-n-d-e-r--STANDING!」
作詞：畑亜貴，作曲、編曲：宮崎誠
歌：SV TRIBE（美鄉秋+遠藤正明+北谷洋）
片尾曲「君の真剣をちょうだい」
作詞：こだまさおり，作曲、編曲：高田曉
歌：川神百代（淺川悠）、川神一子（友永朱音）、椎名京（冰青）、克莉絲（伊藤静）、黛由紀江（後藤邑子）

### 各集標題
| 話數   | 標題                 | 劇本     | 分鏡       | 演出       | 作畫監督                                                |
| ------ | -------------------- | -------- | ---------- | ---------- | ------------------------------------------------------- |
| 第1話  | 請認真的和我打一場!! | 高山克彥 | 元永慶太郎 | 元永慶太郎 | 竹上貴雄 杉本功                                         |
| 第2話  | 請認真的完成任務!!   | 高山克彥 | 元永慶太郎 | 元永慶太郎 | 渡邊真由美                                              |
| 第3話  | 請認真的萌上我!!     | 高山克彥 | 則座誠     | 則座誠     | 廣瀨智仁 内原茂                                         |
| 第4話  | 請認真的和我說話!!   | 高山克彥 | 小寺勝之   | 小林公二   | 樋口博美                                                |
| 第5話  | 請認真的對我生氣!!   | 高山克彥 | 小林孝志   | 小林孝志   | 內原茂 樋口博美                                         |
| 第6話  | 請認真的我抬轎子!!   | 高山克彥 | 岩畑剛一   | 元永慶太郎 | 小川繪理 内原茂 網奇涼子                                |
| 第7話  | 請認真的陪著我!!     | 高山克彥 | 小林孝志   | 小林孝志   | 樋口博美 柳瀨雄之 大河原晴男                            |
| 第8話  | 請認真的說明情況!!   | 高山克彥 | 元永慶太郎 | 元永慶太郎 | 徳田夢之介 津幡佳明                                     |
| 第9話  | 請認真向我坦白!!     | 高山克彥 | 小寺勝之   | 則座誠     | 樋口博美 內原茂                                         |
| 第10話 | 請認真和我對打!!     | 高山克彥 | 小林孝志   | 小林孝志   | 鎌田祐輔 廣瀨智仁 渡邊真由美                            |
| 第11話 | 請認真的我開始出擊!! | 高山克彥 | 元永慶太郎 | 小林公二   | 樋口博美 內原茂                                         |
| 第12話 | 請認真和我戀愛!!     | 高山克彥 | 元永慶太郎 | 元永慶太郎 | 廣瀨智仁 網奇涼子 鎌田祐輔 安形佳己 竹上貴雄 渡邊真由美 |